# Центральна міська бібліотека міста Чернівці
Центральна міська бібліотека міста Чернівців - бібліотека, яка входить до складу Чернівецької ЦБС, розташована на вулиці Головній 162 міста Чернівці.

## З історії бібліотеки
Бібліотека була заснована 1949-50 роки ХХ ст. В 1976 році на її базі була створена Центральна міська бібліотека, а вже в 1977 році вона стала методичним та інформаційним центром ЦБС, об’єднавши 21 бібліотеку-філію.
В грудні 2001 року при ЦМБ відкрито Інтернет-центр за сприяння Посольства США в Україні. Це сприяло доступу до світової інформації жителів міста.

## Сучасність
2015 року працівники ЦМБ стала одними з переможців у відбірковому етапі інноваційної акції зі створення «PR-офісу сучасних бібліотек».
Вийшовши в своїй роботі за межі бібліотеки, бібліотекарі за допомогою молоді, громадських організацій, підтримці міської ради, у березні 2015 року створили перший у Чернівцях «Бібліосквер» — нову територію читання та відпочинку з безкоштовним WI-FI.
З 2017 року Центральна міська бібліотека стала помітною не лише для любителів книги, а й серед туристів, на фасаді з’явився мурал «Книжкова стіна»
Центральна міська бібліотека співпрацює з навчальними закладами та громадськими організаціями міста.
В своїй роботі бібліотекарі використовують архівні матеріали фондів та новітні інформаційні технології.

## Джерело
Блог			https://cmbcbschernivci.wordpress.com/ [Архівовано 3 лютого 2020 у Wayback Machine.]
Facebook		https://www.facebook.com/Бібліосад-на-вулиці-Головній